# São José do Rio Preto
São José do Rio Preto é um município brasileiro localizado no interior do estado de São Paulo, sede da Região Metropolitana de São José do Rio Preto, que conta com 37 municípios e foi criada pela Lei Complementar nº 1.359, de 24 de agosto 2021.
Localiza-se ao noroeste da capital do estado, distando desta cerca de 445 km. Sua área é de 431,944 km², sendo sua área urbanizada, de 124,79 km², a 7.ª maior do estado e a 30.ª maior do país. Conforme dados do Instituto Brasileiro de Geografia e Estatística (IBGE) de 2024, sua população era de 501 597 habitantes, ficando na 10.ª posição entre os municípios mais populosos do estado e no 26.º lugar no Brasil. Também é a sede e mais populosa das 36 cidades que compõem a Região Imediata de São José do Rio Preto que, por sua vez, é uma das seis regiões imediatas que integram a Região Intermediária de São José do Rio Preto.
Emancipado de Jaboticabal na década de 1850, o nome do município é uma mistura entre o padroeiro, São José, e o Rio Preto, rio que passa pelo município. Hoje, é formada pelos distritos de Engenheiro Schmitt (Zona Sul), São José do Rio Preto (distrito-sede) e Talhado (Extremo Norte da cidade).. O município é subdividido em cerca de 360 bairros, loteamentos e conjuntos habitacionais. É um dos principais polos industriais, culturais e de serviços do interior de São Paulo. Sua história econômica esteve por muito tempo ligada à cafeicultura, também presente em grande parte do estado de São Paulo, principalmente no início do século XX. Segundo pesquisa da Fundação Getúlio Vargas, publicada na revista Você S.A., São José do Rio Preto é a 18.ª colocada no ranking das cidades brasileiras mais promissoras para se construir uma carreira profissional. A Firjan classificou a cidade como a 2.ª mais desenvolvida do país. De acordo com estudo de 2023 do Instituto Trata Brasil, São José do Rio Preto tem o melhor sistema de saneamento básico entre as 100 maiores cidades do Brasil.
O município conta ainda com uma importante tradição cultural, que vai desde o seu artesanato até o teatro, a música e o esporte. Seus principais e mais tradicionais clubes de futebol são o América Futebol Clube e o Rio Preto Esporte Clube, fundados, respectivamente, em janeiro de 1946 e abril de 1919. Existem ainda o Arquivo Público Municipal, o Estádio Anísio Haddad, o Estádio Benedito Teixeira, a Biblioteca Pública Municipal Dr. Fernando Costa e o Teatro Municipal Humberto Sinibaldi Neto.

## História

### Origens e pioneirismo
Até por volta de 1840, a área onde está situada a região do município de São José do Rio Preto não passava de mata virgem. Naquele ano, o lugar começou a ser desbravado por mineiros, que ali se fixaram e deram início à exploração agrícola e à criação de animais domésticos. Segundo relatos de antigos moradores, esses homens saíram da Vila de Nossa Senhora do Carmo dos Tocos, hoje Paraguaçu, no estado de Minas Gerais.
Também, segundo relatos, no ano de 1845, Luiz Antônio da Silveira pisou, pela primeira vez, em solo rio-pretense, trazendo junto com ele cargueiros e escravos, vindo juntamente com seu irmão Antônio Carvalho e Silva e com seu amigo Vicente Ferreira Netto. Abriram veredas mato adentro, desde Bebedouro do Turvo até as proximidades do local onde hoje está a cidade de São José do Rio Preto. Os recursos estavam acabando e a comitiva se deteve naquele local, onde, com o tempo, haviam conquistado terras boas para o cultivo com sobra de água para o gado e um bom lugar para moradias. Com o passar do tempo a pequena povoação ia crescendo. Em 1852, Luiz Antônio da Silveira doou parte de suas terras ao seu santo protetor, São José, com a intenção de que o patrimônio desse origem a uma cidade.

### Formação administrativa e etimologia

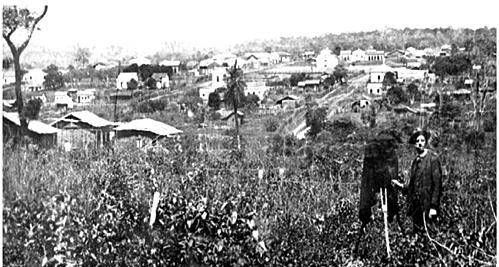
Vista parcial de São José do Rio Preto em 1909.

O município foi fundado em 19 de março de 1852 por João Bernardino de Seixas Ribeiro (considerado o fundador da cidade), que liderou os moradores das vizinhanças na construção de uma capela. Com o crescente desenvolvimento do então distrito de Jaboticabal, que havia sido criado pela Lei Provincial nº 4, de 21 de março de 1879, a emancipação veio a partir da Lei Estadual nº 294, de 19 de julho de 1894. Naquela época, a cidade possuía um enorme território, com mais de 26 mil km², sendo suas divisas o Rio Grande, Rio Turvo, Rio Tietê e Rio Paraná, área depois desmembrada em novos municípios. Em 1904, pela lei n° 903, é criada a comarca de Rio Preto.
O lugar recebeu a denominação "São José do Rio Preto", quando foi elevado a distrito de Jaboticabal, em 1879, junção do nome do padroeiro São José e do Rio Preto. Pela lei estadual nº 1021, de 6 de novembro de 1906, teve o nome simplificado para "Rio Preto". Em 1944, o Centro Geográfico do Rio de Janeiro propôs alterá-lo para "Iboruna", tendo em vista haver um homônimo mais antigo no estado de Minas Gerais. Mas diante do protesto de seus habitantes, de associações de classe e de políticos, a ideia foi superada mediante decreto-lei estadual nº 14334, de 30 de novembro de 1944, restabelecendo o antigo topônimo de São José do Rio Preto.
Desde a elevação à cidade até os tempos atuais, São José do Rio Preto sofreu diversas alterações em suas divisões distritais. Quando emancipada, a cidade era composta de seis distritos: Tanabi, Ibirá, Avanhandava, Itapirema, Itapura, Vila Adolpho e a Sede. Porém, após diversas mudanças, restam hoje apenas três distritos, sendo eles: Engenheiro Schmitt, Talhado e a sede. A última alteração foi feita a partir da lei estadual nº 8550, de 30 de dezembro de 1993, que desmembrou de São José do Rio Preto o distrito de Ipiguá, elevado à categoria de município.

### Após a emancipação

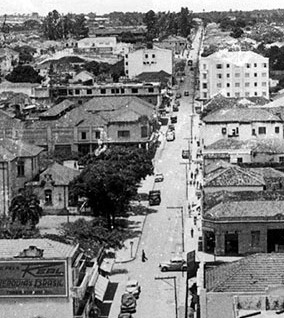
Vista parcial de São José do Rio Preto na década de 1940.

Com a chegada da Estrada de Ferro Araraquara (EFA), no ano de 1912, a cidade assumiu uma importante posição de polo comercial de concentração de mercadorias produzidas no então conhecido Sertão de Avanhandava e de irradiação de materiais vindos da capital. Essa expansão ferroviária na região do município colaborou para que, no início do século XX, ocorressem vários movimentos de desbravamento e povoamento de novas localidades, o que ficou conhecido com as frentes pioneiras se iniciando em São Paulo. Esse processo foi baseado na economia que girava em torno do cultivo do café, que precisava de mais lugares para sua lavoura. O aumento das exportações, o esgotamento dos solos e a facilidade de empréstimos bancários foram as causas desse grande movimento que começou no Vale do Paraíba, passou pelas regiões das cidades de Campinas, Ribeirão Preto, até chegar a São José do Rio Preto. E terminou no estado do Paraná. Esse desbravamento ficou conhecido como a Marcha do Café.
O desenvolvimento urbano da cidade exigiu uma melhora na infraestrutura urbana de São José do Rio Preto, além do investimento na área da cultura e lazer. Em 11 de maio de 1933 foi criada pelo Bispo Diocesano D. Lafayette Libânio a Basílica de Nossa Senhora Aparecida com o objetivo de agradecer a proteção da Santa durante a Revolução Constitucionalista de 1932.
Em 19 de julho de 1943, foi criada a Biblioteca Pública Municipal "Dr. Fernando Costa". Em janeiro de 1973 foi inaugurado o Teatro Municipal Humberto Sinibaldi Neto. Também em 1973 foi iniciada a construção da Catedral de São José, Sede da Diocese de São José do Rio Preto, cujo templo religioso ainda não foi totalmente concluído.
Também devido ao crescimento de São José do Rio Preto e cidades próximas, foi criada em 1989 a Microrregião de São José do Rio Preto, reunindo, além de São José, outros 28 municípios. Em 2017, as micro e mesorregiões brasileiras foram extintas pelo IBGE, e substituídas pelas regiões geográficas imediatas e intermediárias, respectivamente. São José do Rio Preto passou a ser a cidade sede da Região Geográfica Imediata de São José do Rio Preto, que é composta por mais 35 cidades, sendo as mais populosas Guapiaçu, José Bonifácio, Mirassol, Monte Aprazível, Nova Granada, Novo Horizonte e Tanabi, todas com população acima de vinte mil habitantes. De acordo com o censo demográfico de 2022, a área territorial total de São José do Rio Preto era de 431,94 km². Em 2024, o município alcançou uma população de 501 597 habitantes, tornando-se o 26.º maior do país. Seu IDH médio em 2010 era de 0,797, e o PIB per capita em 2021 era de 44 679,93 reais.

## Geografia

São José do Rio Preto e seus municípios limítrofes.

São José do Rio Preto se localiza na Região Imediata de São José do Rio Preto, inserida na Região Intermediária de São José do Rio Preto, no noroeste do estado de São Paulo, distante 445 km da capital estadual, São Paulo, e 707 km de Brasília, capital federal. Ocupa uma área de 431,944 km², dos quais 169,415 km² são de áreas urbanas (2015), a sétima maior dentre os municípios paulistas. Limita-se com os municípios de Ipiguá e Onda Verde a norte, Guapiaçu e Cedral a leste, Bady Bassitt a sul e Mirassol, a oeste. O município possui seu território inserido na bacia hidrográfica do Rio Grande, pertencendo à sub-bacia do Rio Preto, que corta a cidade. Há ainda várias sub-bacias de pequenos e médios córregos com papéis importantes em sua configuração. A altitude média é de 489 metros.

### Clima
O clima de São José do Rio Preto é tropical chuvoso com inverno seco, do tipo Aw na classificação climática de Köppen-Geiger, marcado por duas estações: uma chuvosa nos meses de verão e outra seca no inverno, sendo outono e primavera estações de transição. A precipitação cai sobre a forma de chuva, sendo registrada, em algumas ocasiões, a ocorrência de granizo. Por vezes, ocorrem chuvas convectivas, de forte intensidade e curta duração, ocasionando alagamentos em partes da cidade.
Por outro lado, no inverno, quando os eventos de chuva tornam-se menos frequentes, a umidade relativa do ar (URA) despenca, muitas valores para valores abaixo de 30% ou até mesmo próximo de 10%, contribuindo para o aumento de focos de queimadas. Nessa mesma época, é mais comum a entrada de massas de ar polares, algumas delas com potencial para baixar a temperatura para menos de 10 °C, possibilitando até mesmo a ocorrência de geadas.
Segundo dados do Centro Integrado de Informações Agrometeorológicas (CIIAGRO-SP), referentes ao período desde 1993 até 2019, a menor temperatura registrada em São José do Rio Preto ocorreu em 21 de julho de 2000, com mínima de 0,5 °C, enquanto a maior chegou a 42 °C em 11 de outubro de 2002. O maior acumulado de precipitação em 24 horas foi registrado em 3 de dezembro de 2005, com 130,2 mm. Outros acumulados iguais ou superiores a 100 mm foram: 116,4 mm em 19 de março de 1998, 112,2 mm em 18 de janeiro de 2010, 106,8 mm em 11 de fevereiro de 2007 e 106 mm em 26 de janeiro de 2004. O mês mais chuvoso foi janeiro de 2008, com acumulado mensal de 674,8 mm.
| Dados climatológicos para São José do Rio Preto | Dados climatológicos para São José do Rio Preto | Dados climatológicos para São José do Rio Preto | Dados climatológicos para São José do Rio Preto | Dados climatológicos para São José do Rio Preto | Dados climatológicos para São José do Rio Preto | Dados climatológicos para São José do Rio Preto | Dados climatológicos para São José do Rio Preto | Dados climatológicos para São José do Rio Preto | Dados climatológicos para São José do Rio Preto | Dados climatológicos para São José do Rio Preto | Dados climatológicos para São José do Rio Preto | Dados climatológicos para São José do Rio Preto | Dados climatológicos para São José do Rio Preto |
| Mês | Jan                                             | Fev                                             | Mar                                             | Abr                                             | Mai                                             | Jun                                             | Jul                                             | Ago                                             | Set                                             | Out                                             | Nov                                             | Dez                                             | Ano                                             |
| --- | ----------------------------------------------- | ----------------------------------------------- | ----------------------------------------------- | ----------------------------------------------- | ----------------------------------------------- | ----------------------------------------------- | ----------------------------------------------- | ----------------------------------------------- | ----------------------------------------------- | ----------------------------------------------- | ----------------------------------------------- | ----------------------------------------------- | ----------------------------------------------- |
| Temperatura máxima recorde (°C) | 40                                              | 41                                              | 39                                              | 37                                              | 35                                              | 36                                              | 35                                              | 37,7                                            | 41                                              | 42                                              | 41                                              | 41                                              | 42                                              |
| Temperatura máxima média (°C) | 32,1                                            | 32,6                                            | 32,3                                            | 31,5                                            | 27,9                                            | 27,2                                            | 27,8                                            | 30,6                                            | 31,9                                            | 33,1                                            | 32,8                                            | 32,4                                            | 31                                              |
| Temperatura média (°C) | 26,8                                            | 27,2                                            | 26,8                                            | 25,6                                            | 22                                              | 21                                              | 21,1                                            | 23,3                                            | 25,1                                            | 26,6                                            | 26,7                                            | 26,8                                            | 23,1                                            |
| Temperatura mínima média (°C) | 21,5                                            | 21,7                                            | 21,3                                            | 19,8                                            | 16                                              | 14,7                                            | 14,4                                            | 16,1                                            | 18,4                                            | 20,2                                            | 20,6                                            | 21,2                                            | 18,8                                            |
| Temperatura mínima recorde (°C) | 15                                              | 16                                              | 13                                              | 7                                               | 5,5                                             | 0,9                                             | 0,5                                             | 2,2                                             | 6                                               | 10,4                                            | 10                                              | 12                                              | 0,5                                             |
| Precipitação (mm) | 335,5                                           | 208,2                                           | 164                                             | 65,7                                            | 60,7                                            | 28                                              | 17,2                                            | 23,5                                            | 56,6                                            | 94,2                                            | 139,5                                           | 216,5                                           | 1 409,6                                         |
| Fonte: Centro Integrado de Informações Agrometeorológicas (CIIAGRO-SP) (recordes de temperatura: 13/12/1993-presente; médias climatológicas: 1994-2011) |                                                 |                                                 |                                                 |                                                 |                                                 |                                                 |                                                 |                                                 |                                                 |                                                 |                                                 |                                                 |                                                 |

### Áreas verdes

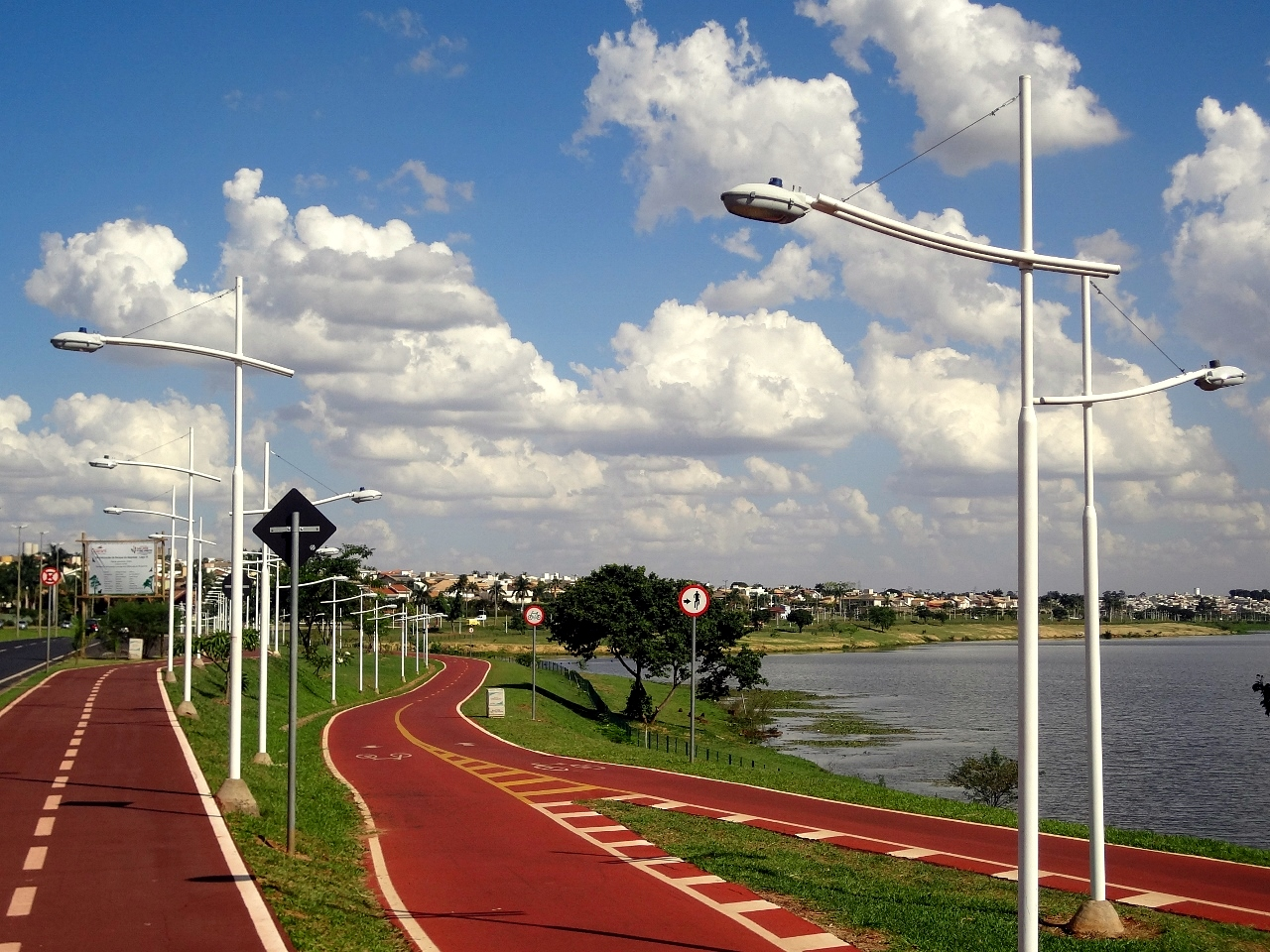
Lago 3 do Parque da Represa de Rio Preto.

A vegetação do município varia entre cerrado, cerradinho e capoeira, dependendo da fertilidade do solo e abastecimento hídrico. De acordo com a prefeitura, o município possui 8,46 m² de projeção de área verde (árvore de calçada) por habitante. A execução dos serviços de conservação e manutenção dos canteiros, praças e parques da cidade, igualmente ao de manejo da arborização pública (poda, remoção e destoca das árvores situadas em áreas públicas) é de responsabilidade da própria prefeitura, que faz as intervenções frequentes para que seja mantida a qualidade de vida urbana. Essas árvores ajudam a absorver partículas poluentes, amenizam o clima e servem como barreira para ventos e abrigo à fauna, propiciando uma variedade maior de espécies em Rio Preto.
Uma das principais áreas verdes da cidade é o Parque da Represa Municipal, que conta com um viveiro onde existem mais de 200 mudas de plantas ornamentais e cerca de 20 espécies de árvores frutíferas. O parque também possui uma "Ilha Central", onde diversos animais típicos da fauna costumam se refugiar. Mais de 100 espécies de árvores frutíferas também foram plantadas no local, além das plantas ornamentais já existentes na ilha. Mais de dez espécies de animais silvestres, mamíferos e peixes e uma grande diversidade de algas e plantas também compõem o ecossistema da represa. Outra relevante área verde é o Bosque Municipal, fundado em 1973 e que conta com reserva de mata nativa e um zoológico com aproximadamente 500 animais de 130 espécies.

## Demografia
No censo demográfico de 2022 feito pelo Instituto Brasileiro de Geografia e Estatística (IBGE), a população do município era de 480 439 habitantes, apresentando uma densidade populacional de 1 112,3 hab./km².
De acordo com o censo demográfico de 2010, 383 490 viviam na zona urbana (93,93%) e os 24 768 restantes na zona rural (6,07%). Simultaneamente, 196 016 habitantes eram do sexo masculino e 212 242 habitantes do sexo feminino. Ainda conforme o mesmo censo, a distribuição étnica da população municipal era de brancos (76,37%), pardos (18,49%), pretos (3,49%), amarelos (1,04%) e indígenas, além de outros sem declaração. A densidade populacional era de 946,53 hab./km² Para 1.º de julho de 2021, a estimativa populacional do município era de 469 173 habitantes.
Cerca de 45% da população de São José do Rio Preto é formada por descendentes de italianos que foram para a cidade a partir do final do século XIX, por volta de 1880. Vindos das mais diversas regiões da Itália, atuavam como mascates, trabalhadores do campo, mão de obra para construção civil, engenheiros, empresários da construção civil ou do comércio, religiosos e outras atividades. Por volta de 1898, o italiano Ugolino Ugolini já ocupava uma cadeira de vereador, tendo sido o primeiro estrangeiro a ser eleito para o cargo. No início do século XX, os imigrantes italianos, unidos a outros cidadãos rio-pretenses, fundaram a Banda União Operária, a Liga Operária Internacional, o Rio Preto Esporte Clube, o Automóvel Clube e o Palestra Esporte Clube. Em 1913, a cidade teve seu primeiro prefeito de origem italiana, Leo Lerro. Desde então, a presença da cultura italiana marcou a vida da região e as suas raízes se deixam entrever nos nomes de ruas e bairros, nos costumes, na língua, na religiosidade, na arte e na gastronomia.
O Índice de Desenvolvimento Humano Municipal (IDH-M) de São José do Rio Preto é considerado elevado pelo Programa das Nações Unidas para o Desenvolvimento (PNUD). Segundo o atual relatório, divulgado em 2013 com dados de 2010, seu valor é de 0,797, sendo o 27.º maior do estado de São Paulo (em 645 municípios) e o 50.º do Brasil (entre 5 565).

### Religião
Conforme dados do censo 2010, a população rio-pretense é formada por católicos apostólicos romanos (58,7%), católicos apostólicos brasileiros (0,1%), evangélicos (23,79%), espíritas (6,81%), sem religião (5,57%), testemunhas de Jeová (1,47%), ateus (0,38%), santos dos últimos dias (0,18%), budistas (0,18%),  umbanda e candomblé (0,17%), cortodoxos (0,07%), tradições esotéricas (0,03%) judaístas (0,03%), espiritualistas (0,03%) e tradições indígenas (0,02%). Segundo o censo brasileiro de 2022, a composição religiosa da cidade era de 51,04% católicos, 28,55% evangélicos ou protestantes, 5,93% espíritas, 1,27% umbandistas ou candomblecistas, 0,04% religião tradicional, 5,09% outra religião, 7,89% irreligiosos, 0,02% desconhecidos e 0,16% não declarados.

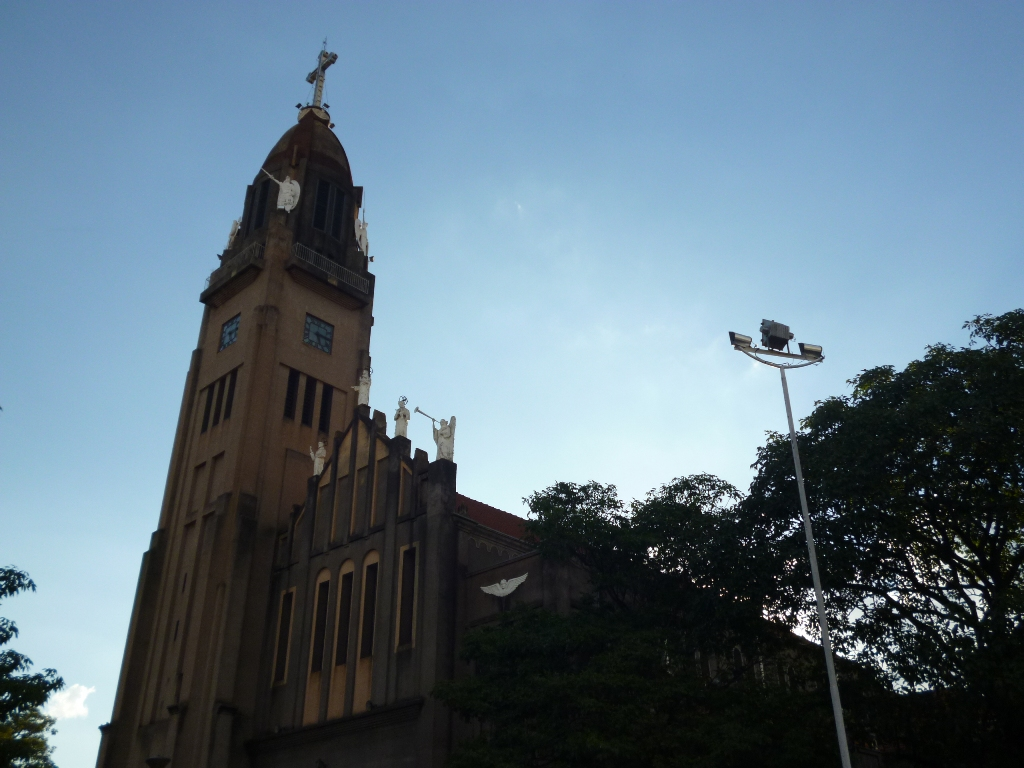
Igreja Basílica Menor de Nossa Senhora da Conceição Aparecida.

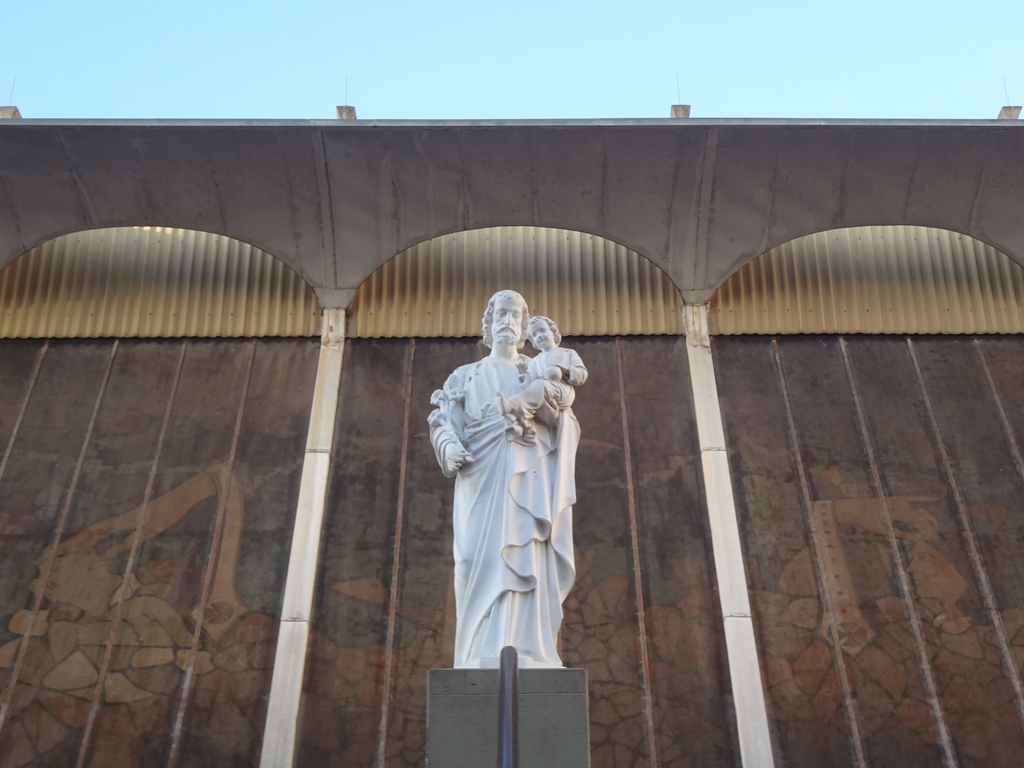
Catedral Metropolitana de São José do Rio Preto

Segundo divisão feita pela Igreja Católica, o município é sede da arquidiocese de mesmo nome. A diocese, originalmente com o nome Diocese de Rio Preto, foi criada a partir do desmembramento da Diocese de São Carlos do Pinhal (atual Diocese de São Carlos) em 25 de janeiro de 1929, e dela foram desmembradas as atuais dioceses de Franca (1973), Jales (1959) e São João da Boa Vista (1960), além de partes das diocese de Barretos (1973) e Catanduva (2000). Somente em 11 de dezembro de 2002 o nome foi alterado para Diocese de São José do Rio Preto. Atualmente, a província eclesiástica, é composta pela Arquidiocese de São José do Rio Preto, Diocese de Barretos, Diocese de Catanduva, Diocese de Jales, Diocese de Votuporanga e formada por 70 paróquias distribuídas em 26 municípios do noroeste paulista, incluindo São José do Rio Preto, subdivididas, ainda, em 7 foranias. Seu atual Arcebispo Metropolitano é Dom Antônio Emídio Vilar, nomeado em 22 de maio de 2025. Em 2010, a população da diocese era pouco mais de 913 mil habitantes, dos quais 75% se declaravam católicos.
A sede está localizada na Catedral Metropolitana de São José do Rio Preto, considerada como parte do patrimônio histórico da cidade, que começou a ser construída em 1973, no mesmo local onde foi erguida a primeira capela rio-pretense, na data de fundação do município, em 19 de março de 1852. Isso faz com que a catedral seja considerada como o marco zero de São José do Rio Preto. Em seu interior, destacam-se a presença de obras de arte, mais especificamente esculturas, painéis, quadros a óleo e vitrais, e nela está localizada a imagem de São José de Brotas, datada do início da formação do município. Seu orago é o Imaculado Coração de Maria, enquanto o copadroeiro é São José.
Conforme já citado, em 2010 23,79% da população rio-pretense se declarava evangélica. No município, existem várias igrejas evangélicas, divididas em dois tipos: as de missão e as de origem pentecostal. Entre as evangélicas de missão, existem as igrejas luterana (que representa 0,08% da população), a presbiteriana (0,83%), a metodista (0,13%), as igrejas batistas (0,61%) e as adventistas (0,61%). Entre as de origem pentecostal, estão a Assembleia de Deus (3,29%), Congregação Cristã do Brasil (2,86%), O Brasil para Cristo (0,07%), Evangelho Quadrangular (2,78%), Universal do Reino de Deus (1,42%), Deus é Amor (0,04%), Nova Vida (0,02%), entre várias outras.
Ainda existem também cristãos de várias outras denominações, tais como as Testemunhas de Jeová (que representam 1,47% dos habitantes) e os membros de A Igreja de Jesus Cristo dos Santos dos Últimos Dias (0,34%).

### Criminalidade e segurança pública
Em 2008, a taxa de homicídios no município teve uma média de 9,2 para cada 100 mil habitantes, o equivalente a 38 homicídios. O índice de óbitos por arma de fogo, que era de 13,3 para cada 100 mil habitantes em 2002, pulou para 14,6 em 2003, sendo de 9,6 e 6,9 em 2004 e 2005, respectivamente, voltando a cair em 2006, ficando em 6,6 neste ano. A taxa de óbitos por acidentes de trânsito, que era de 34,7 em 2002, cresceu levemente para 34,8 em 2005, mas fechou 2006 em 32,3 óbitos para cada 100 mil habitantes.
A queda de homicídios por causas relacionadas à violência urbana se deve às medidas tomadas pela Polícia Militar do Estado de São Paulo (PMSP), como a inauguração da Base de Radiopatrulha Aérea de São José do Rio Preto, que conta com o helicóptero Águia 17. De acordo com a PMSP, 96 municípios são atendidos pelo Águia 17, cobrindo uma extensão de pouco mais de 26 km², onde residem 1,44 milhão de pessoas. Também foi registrada queda nos índices de latrocínio na região de Rio Preto; foram duas ocorrências no último trimestre de 2008 para apenas um caso no mesmo período de 2009.

## Política

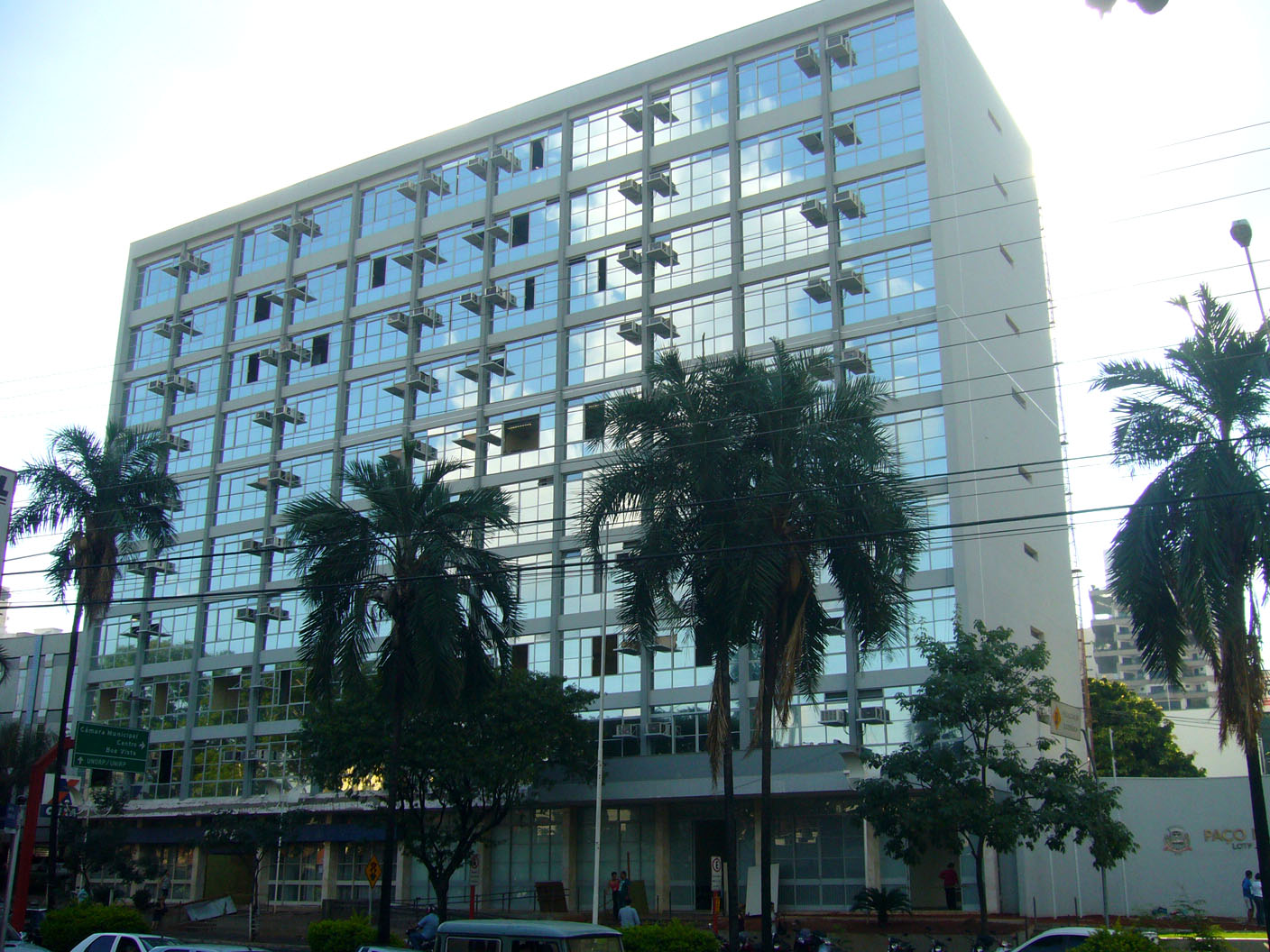
Prefeitura Municipal de São José do Rio Preto, sede do poder executivo.

O poder executivo do município de São José do Rio Preto é exercido pelo prefeito, auxiliado pelo seu gabinete de secretários e pelos administradores regionais e distritais. O primeiro intendente que Rio Preto teve foi Luiz Francisco da Silva, que ficou no cargo entre 27 de novembro de 1894 e 15 de julho de 1895. Em 29 mandatos, 25 prefeitos passaram pela prefeitura de São José do Rio Preto, além dos agentes executivos, sendo o atual Edinho Araújo (PMDB), que já ocupou o mesmo cargo de 2001 a 2009, tendo como vice Eleuses Paiva.

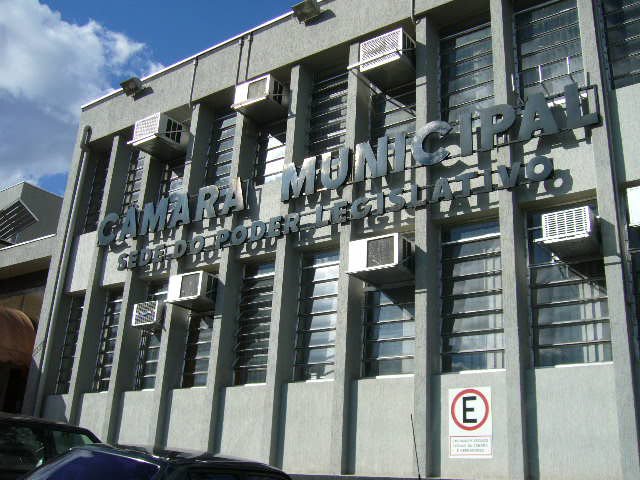
Câmara Municipal de São José do Rio Preto, sede do poder legislativo.

O poder legislativo é constituído pela câmara, composta por dezessete vereadores eleitos pelo sistema proporcional para mandato de quatro anos. Na atual legislatura, iniciada em 2013, é composta por duas cadeiras do Partido dos Trabalhadores (PT), duas do Partido Socialista Brasileiro (PSB), duas do Partido Social Democrático (PSD), duas do Partido da Social Democracia Brasileira (PSDB), uma do Solidariedade (SD), uma do Partido Social Liberal (PSL), uma do Partido Social Cristão (PSC), uma do Partido Republicano Brasileiro (PRB), uma do Partido da República (PR), uma do Partido Progressista (PP), uma do Partido Popular Socialista (PPS), uma do Partido do Movimento Democrático Brasileiro (PMDB) e uma do Partido Comunista do Brasil (PC do B). Cabe à casa elaborar votar leis fundamentais à administração e ao executivo, especialmente o orçamento participativo (Lei de Diretrizes Orçamentárias).
São José do Rio Preto se rege por sua lei orgânica, promulgada em 3 de abril de 1990, e é sede de uma comarca, cujos termos são Bady Bassit, Cedral, Guapiaçu, Ipiguá, Nova Aliança, Potirendaba e Uchoa. De acordo com o Tribunal Superior Eleitoral (TSE), São José do Rio Preto possuía, em dezembro de 2013, 306 280 eleitores, o que representa 0,971% do total do estado de São Paulo.

### Cidades-irmãs
Cidades-irmãs é uma iniciativa do Núcleo das Relações Internacionais, que busca a integração entre a cidade e demais municípios nacionais e estrangeiros. A integração entre os municípios é firmada por meio de convênios de cooperação, que têm o objetivo de assegurar a manutenção da paz entre os povos, baseada na fraternidade, felicidade, amizade e respeito recíproco entre as nações. Oficialmente, a única cidade irmã de São José do Rio Preto é Nantong, China (desde 14 de abril de 2010).

## Subdivisões

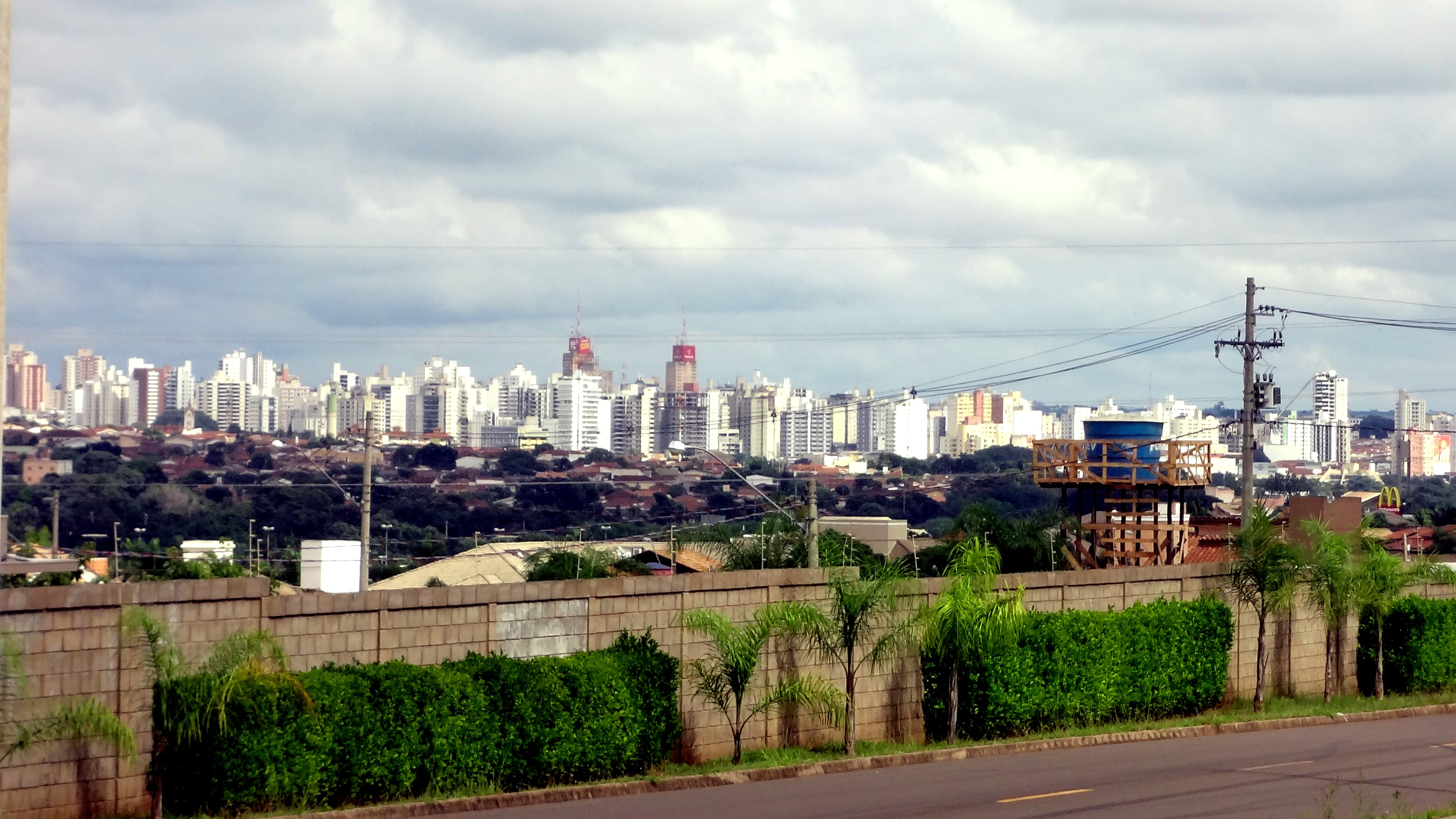
Panorama da região central.

São José do Rio Preto é constituído por três distritos: Sede, Engenheiro Schmitt e Talhado.
O município foi criado pela Lei Estadual nº 294, de 19 de julho de 1894, e compreendia uma superfície de mais de 26 mil km² que posteriormente seria desmembrada em novos distritos e municípios. A última mudança na divisão territorial foi feita pela Lei Estadual nº 8550, de 30 de dezembro de 1993, que desmembrou de São José do Rio Preto o distrito de Ipiguá, elevado a município. O distrito de Engenheiro Schmitt, em 2017, tinha 19 446 habitantes e o distrito de Talhado, 5 096 habitantes. Ambos distritos contam com subprefeituras.
A cidade também está dividida em 612 bairros, loteamentos e residenciais. O maior e mais populoso é o Bairro Solo Sagrado, zona Norte com uma população de cerca de 24 mil habitantes. Os bairros são agrupados em dez regiões definidas por características socioeconômicas: Região Schmitt, zona Sul,Região de Talhado, extremo Norte, Região da Vila Toninho, zona Leste, Região do HB, também zona Sul,Região da Represa, também zona Leste, Região Central, Região da Cidade da Criança, divisa da zona Oeste, Região do Pinheirinho, zona Norte, Região do CEU e Região do Bosque que também são zona Norte. Tal divisão foi criada pelo decreto 18.073 de 29 de junho de 2018.

## Economia
O Produto Interno Bruto (PIB) de São José do Rio Preto é o 56.º maior do Brasil, destacando-se na área da prestação de serviços. De acordo com dados do IBGE, relativos a 2020, o PIB do município era de 18 694 213,29 mil. reais 1 016 351 mil. reais são de impostos sobre produtos líquidos de subsídios a preços correntes. O PIB per capita é de 44 679,93 reais. Dos 5 565 municípios brasileiros, São José do Rio Preto ocupa a 18.ª colocação no ranking das mais promissoras cidades brasileiras para se construir uma carreira profissional, segundo pesquisa da Fundação Getúlio Vargas, publicada na revista Você S.A..

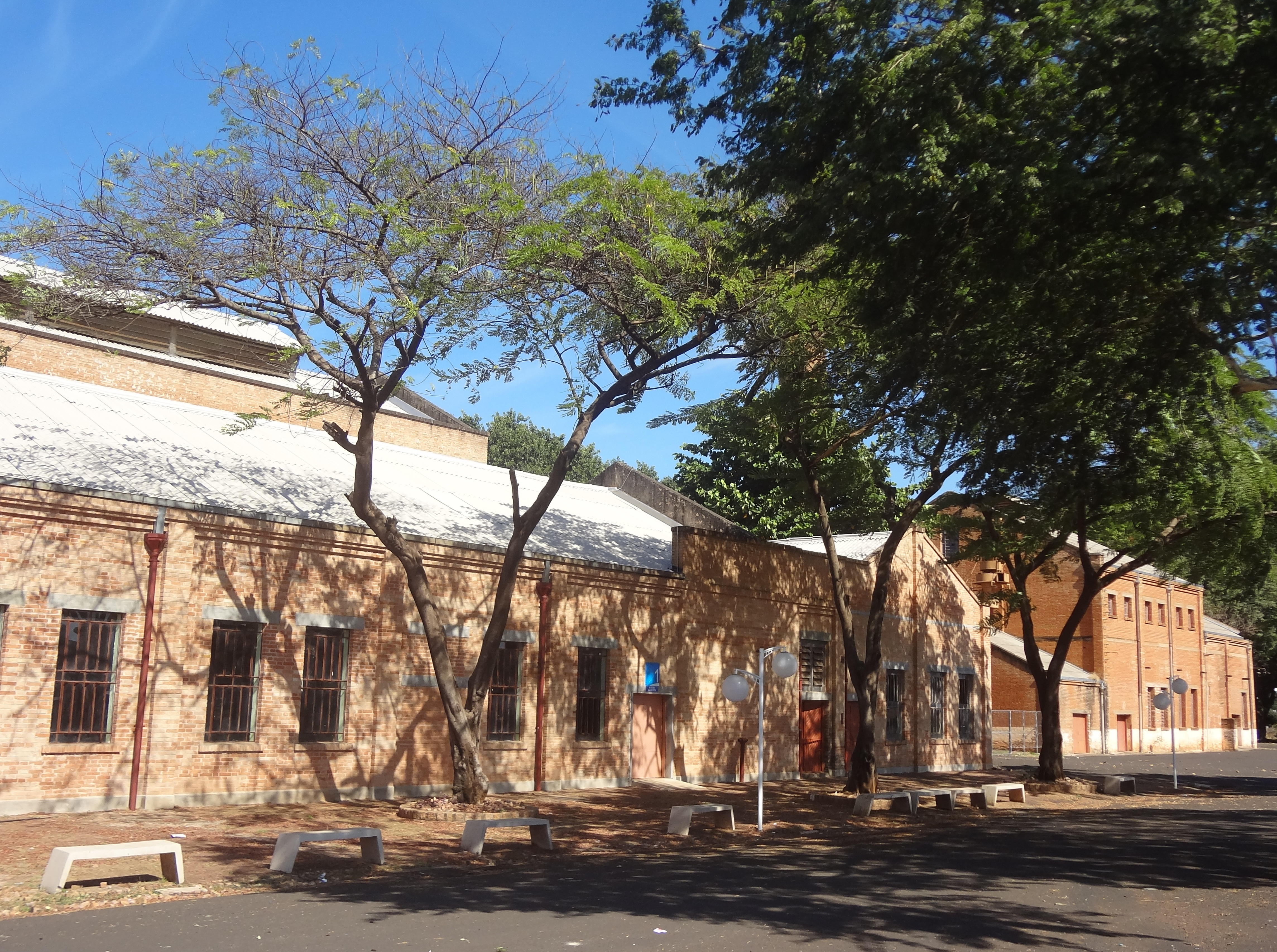
Swift, antiga fábrica histórica da cidade.

A indústria, atualmente, é o segundo setor mais relevante para a economia do município. 1 386 439 reais do PIB municipal são do valor adicionado bruto da indústria (setor secundário). Grande parte da renda oriunda do setor secundário é original do seu distrito industrial, que é composto em geral por micro, pequenas e médias empresas. Também possui relevante participação na área industrial da cidade o chamado Setor de Minidistritos e Centro Incubador de Empresas. Foi elaborado pela Secretaria Municipal de Planejamento e Gestão Estratégica, no final de 1983, quando foi detectada a existência de vários micros e pequenos empreendedores mal-instalados ou que desejavam iniciar suas atividades em local próprio. Hoje, o programa conta com 12 minidistritos industriais, onde estão instaladas 743 empresas, que geram cerca de 3 536 empregos diretos. O tamanho dos lotes varia de 200 a 1000 m². De acordo com a Lei n° 4.468 de 1988, que regulamenta o Programa de Minidistrito, a área mínima a ser construída é de 40% do espaço total do lote.

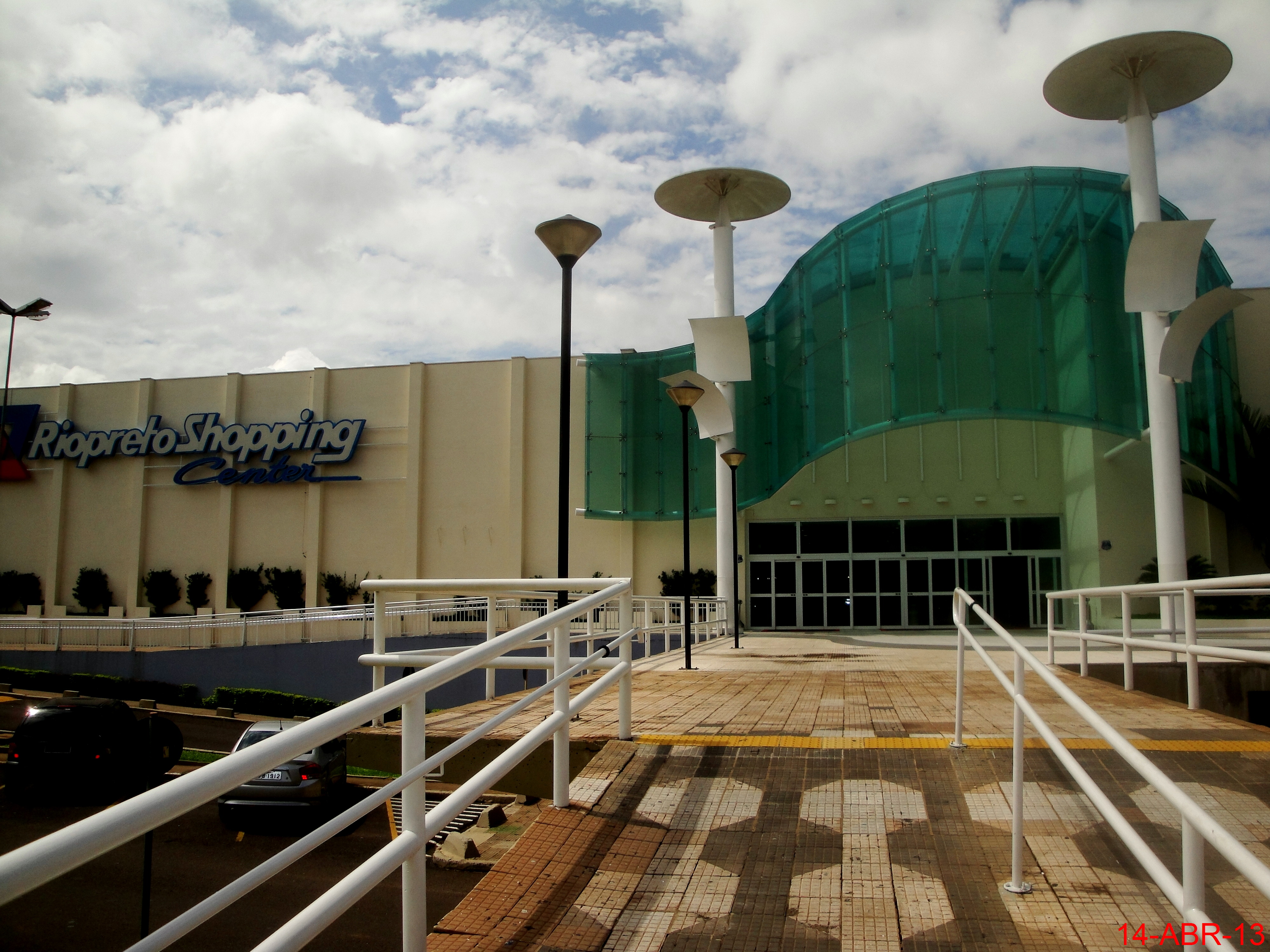
Riopreto Shopping Center

A prestação de serviços rende 6 555 812 reais ao PIB municipal. O setor terciário atualmente é a maior fonte geradora do PIB rio-pretense. De acordo com o IBGE, a cidade possuía, no ano de 2008, 21 604 unidades locais, 20 955 empresas e estabelecimentos comerciais atuantes e 256 797 trabalhadores, sendo 142 536 pessoal ocupado total e 114 261 ocupado assalariado. Salários juntamente com outras remunerações somavam 1 714 087 reais e o salário médio mensal de todo município era de 2,9 salários mínimos.  A cidade possui 5 shoppings centers (Shopping Iguatemi São José do Rio Preto, Riopreto Shopping Center, Plaza Avenida Shopping, Shopping Cidade Norte e Praça Shopping). Um dos principais pontos comerciais da cidade é o Riopreto Shopping Center, inaugurado em 1989 e que recebe mensalmente cerca de 1 500 000 de consumidores em uma região que abrange 250 municípios com população de 2,5 milhões de habitantes, nos estados de São Paulo, Goiás, Minas Gerais, Mato Grosso do Sul e Paraná. Assim como no resto do país o maior período de vendas é o Natal.
A agricultura é o setor menos relevante da economia de São José do Rio Preto. De todo o PIB da cidade, 23 397 mil reais é o valor adicionado bruto da agropecuária. Segundo o IBGE, em 2009, o município possuía um rebanho de 23 200 bovinos, 1 600 equinos, 3 000 suínos, 400 caprinos, 40 bufalinos, dez asinos, 35 muares, 1.720 ovinos, 400 coelhos e 500 000 aves, dentre estas 50 000 galinhas e 450 000 galos, frangos e pintinhos. Em 2009 a cidade produziu 3,562 milhões de litros de leite de 5 086 vacas. Foram produzidos 779 000 dúzias de ovos de galinha e 9 500 quilos de mel-de-abelha. Na lavoura temporária são produzidos principalmente a cana-de-açúcar (594 000 toneladas), o milho (840 toneladas) e o tomate (150 toneladas).

## Infraestrutura
No ano de 2000, São José do Rio Preto tinha 108 261 domicílios entre apartamentos, casas, e cômodos. Desse total 73 149 eram imóveis próprios, sendo 60 096 próprios já quitados (55,51%), 13 053 em aquisição (12,06%) 26 391 alugados (24,38%); 8 029 imóveis foram cedidos, sendo 1 469 por empregador (1,36%) e 6 560 cedidos de outra maneira (6,06%). 692 foram ocupados de outra forma (0,64%).
Em 2010 foram contabilizados 137 233 domicílios, sendo 90 849 próprios (66,2% do total), 39 731 alugados (28,95%), 6 376 cedidos (4,65%) e 277 em outras condições.
Rio Preto conta com água tratada, energia elétrica, esgoto, limpeza urbana, telefonia fixa e telefonia celular. Em 2000, 93,34% dos domicílios eram atendidos pela rede geral de abastecimento de água; 98,09% das moradias possuíam coleta de lixo e 94,33% das residências possuíam esgotamento sanitário.
Em 2023, o estudo do Instituto Trata Brasil colocou São José do Rio Preto com o melhor saneamento básico entre as 100 maiores cidades do Brasil.

### Saúde
Em 2009, o município possuía 157 estabelecimentos de saúde, sendo 124 deles privados e 33 públicos entre hospitais, pronto-socorros, postos de saúde e serviços odontológicos. Em 2019, a cidade possui 1.905 leitos para internação, sendo 886 do Sistema Único de Saúde . Na cidade existem oito hospitais gerais, sendo um público, quatro privados e três filantrópicos.
São José do Rio Preto conta ainda com 2 479 auxiliares de enfermagem, 666 clínicos gerais, 553 enfermeiros, 420 gineco-obstetras, 397 pediatras, e 2 119 distribuídos em outras categorias, totalizando 6 904 profissionais de saúde. Em 2008, foram registrados 4 975 de nascidos vivos, sendo que 10,6% nasceram prematuros, 78,81% foram de partos cesáreos e 13,2% foram de mães entre 10 e 19 anos (0,6% entre 10 e 14 anos). A Taxa Bruta de Natalidade é de 12,0.

### Educação

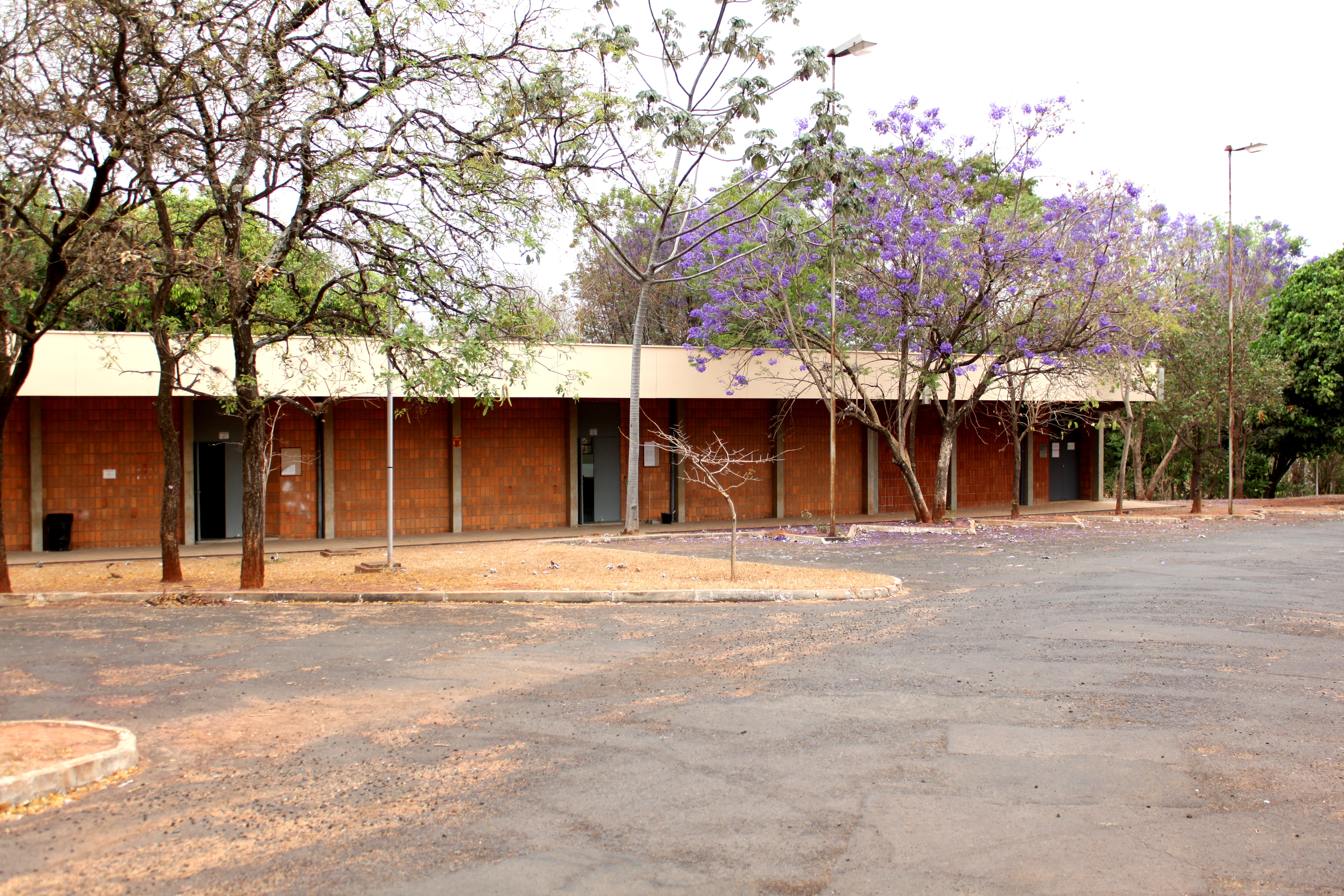
Universidade Estadual Paulista em São José do Rio Preto.

O município contava, em 2018, com 48 200 matrículas, 2 418 docentes, 140 escolas no ensino fundamental, e 15 335 matrículas, 1 142 docentes, 64 escolas no ensino médio. A rede municipal de ensino, além destes números, apresentava em 2017 18 051 matrículas na educação infantil e 19 657 matrículas no ensino fundamental.  O município dispõe ainda de 42 instituições de nível superior tendo, em 2017, 27 352 matrículas nas redes estadual e privada. O Índice de Desenvolvimento da Educação Básica (IDEB) de São José do Rio Preto no ano de 2017 foi de 6,9 para o 5.º ano e 5,2 para o 9.º ano, ficando acima das médias estadual e nacional e atingindo as metas estabelecidas para a cidade. Em relação à Educação especial, São José do Rio Preto conta com unidades de atendimento da APAE e do Centro para Desenvolvimento do Potencial e Talento.
O município tem características de cidade universitária por possuir diversas instituições de ensino superior. No ensino público destaca-se o campus da Unesp, mais especificamente o Instituto de Biociências, Letras e Ciências Exatas (IBILCE), a Faculdade de Medicina de São José do Rio Preto (FAMERP) e a Faculdade de Tecnologia de São José do Rio Preto (Fatec Rio Preto).

### Serviços e comunicações
O serviço de abastecimento de água de toda a cidade é feito pela Serviço Municipal Autônomo de Água e Esgoto (SeMAE). Existem 106 mil ligações prediais atendidas pela rede pública de distribuição, todas equipadas com medidores (hidrômetros). Já a responsável pelo abastecimento de energia elétrica em São José do Rio Preto é a Companhia Paulista de Força e Luz (CPFL Energia), que atende ainda a alguns municípios do Interior de São Paulo.
O sistema de telefones automáticos foi inaugurado na cidade em 1954 pela Cia. Telefônica Rio Preto, empresa administrada pela Companhia Telefônica Brasileira (CTB). Já o sistema de discagem direta à distância (DDD) foi implantado em 1976 pela Telecomunicações de São Paulo (TELESP) com o código de área (0172). Na década de 90 o código DDD da cidade foi alterado para (017), para padronização do sistema telefônico com a telefonia celular que estava sendo implantada em todo o estado. O serviço telefônico móvel, por telefone celular, é oferecido por diversas operadoras. Existe ainda acesso 3G, oferecido ao município desde abril de 2010. O código de área (DDD) de Rio Preto é 017 e o Código de Endereçamento Postal (CEP) da cidade vai de 15.000-000 a 15.104-999. No dia 1.º de setembro de 2008 o município passou a ser servido pela portabilidade, juntamente com outras cidades de São Paulo (códigos 14 e 17), Espírito Santo (27), Minas Gerais (37), Paraná (43), Goiás (62), Mato Grosso do Sul (67) e Piauí (86).
Há vários canais nas faixas Very High Frequency (VHF) e Ultra High Frequency (UHF), sendo alguns dos principais com emissoras afiliadas na própria cidade a TV Record Rio Preto (Rede Record), o Sistema Brasileiro de Televisão (SBT) e a TV TEM São José do Rio Preto (Rede Globo).

### Transportes

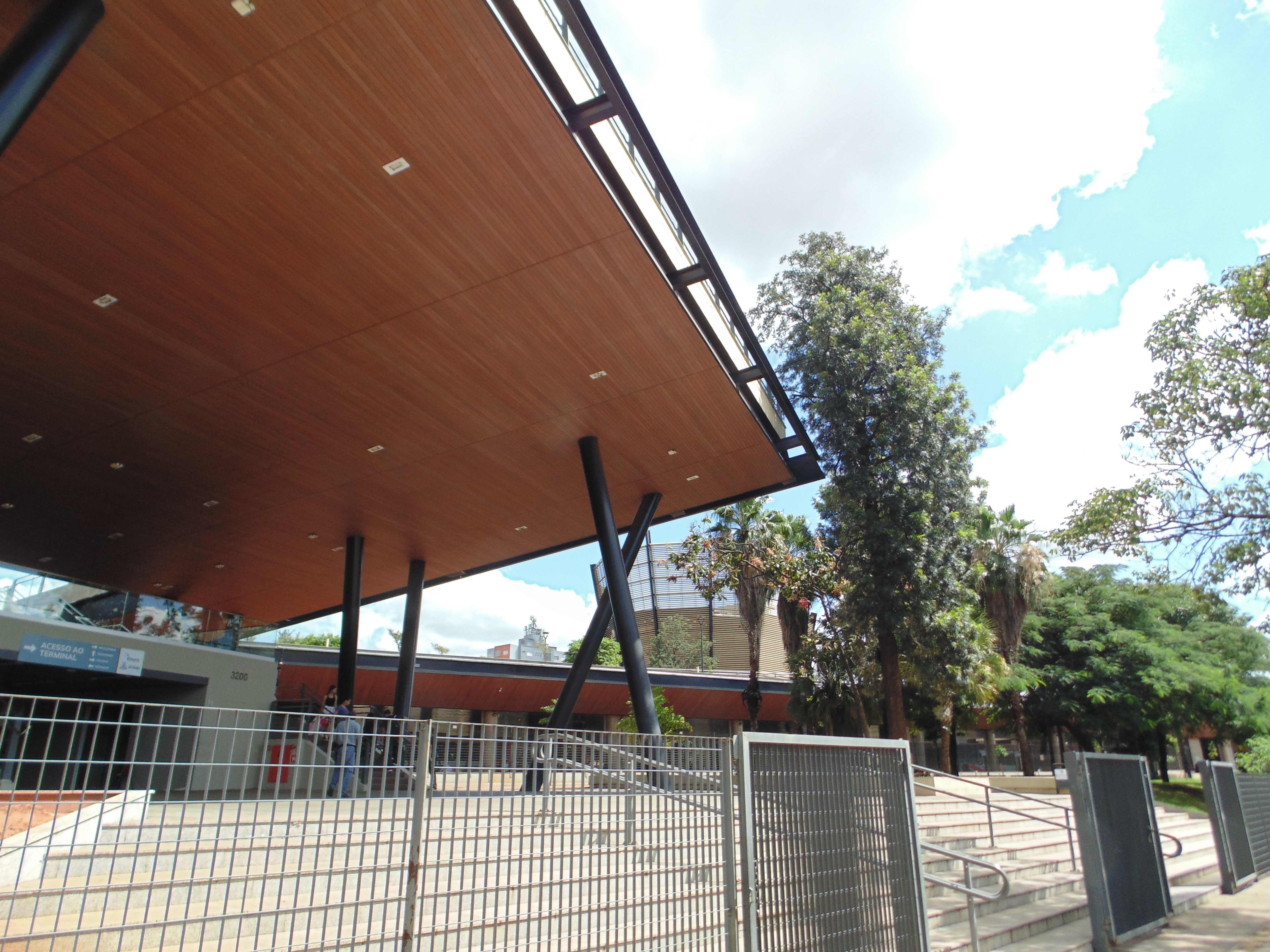
Terminal Urbano "Professor Manoel Antunes".

O sistema ferroviário de São José do Rio Preto é administrado pela empresa Rumo Logística. No final do século XIX e início do século XX, a expansão das ferrovias no interior do Estado de São Paulo acompanhou o avanço da cultura cafeicultora. Em 1907, é inaugurada a estação de Avanhadava na Estrada de Ferro Noroeste do Brasil, quando esta ainda era parte do município de São José do Rio Preto. Em 1912 é inaugurada a Estação de São José do Rio Preto na Estrada de Ferro Araraquara no território atual do município. A presença da ferrovia impulsionou o desenvolvimento da cidade, facilitando as comunicações e o trânsito de pessoas. Em 1971, a Estrada de Ferro Araraquara é extinta e incorporada a FEPASA (Ferrovia Paulista S/A). Em 1997, A FEPASA é incorporada a RFFSA (Rede Ferroviária Federal) e no ano seguinte é feito a concessão a Ferroban (Ferrovia Bandeirantes). Esta última manteve o transporte ferroviário de passageiros em operação até o ano de 2001, ligando a cidade ao município de Itirapina. Em 2004, a Ferroban teve seu controle assumido pela Brasil Ferrovias, e em 2006 esta teve seu controle assumido pela América Latina Logística (ALL) que em 2015 foi incorporada à Rumo Logística.

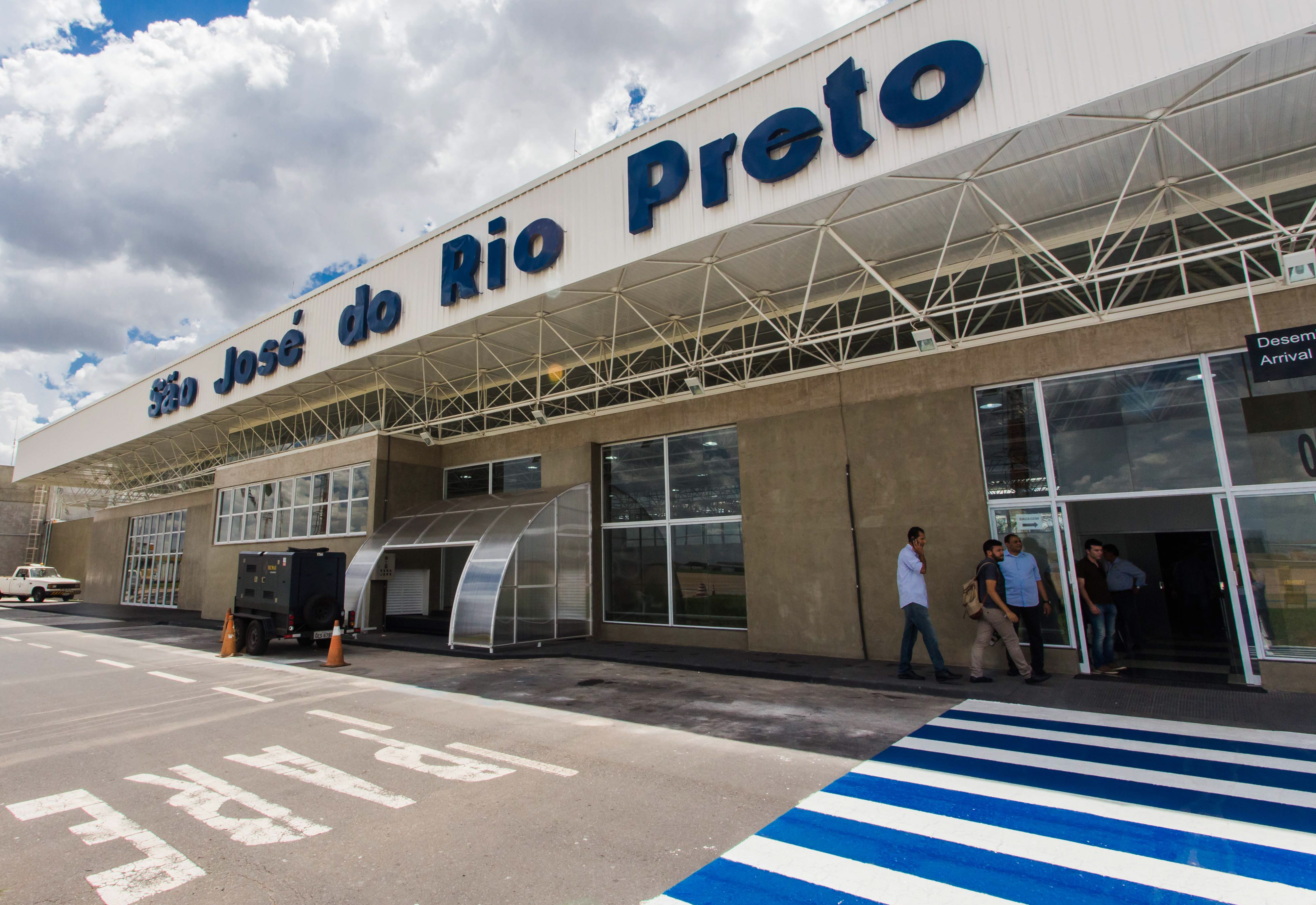
Aeroporto de São José do Rio Preto "Professor Eribelto Manoel Reino".

No transporte aéreo, o município é atendido pelo Aeroporto Estadual Professor Eribelto Manoel Reino, administrado pelo Departamento Aeroviário do Estado de São Paulo (DAESP). Dos 20 aeroportos administrados pelo DAESP, São José do Rio Preto é o segundo com maior fluxo de passageiros. Em 2018, registrou o movimento de 787 662 passageiros e 537 781 kg de carga transportada, com 23 615 pousos e decolagens. Em 2017 foi inaugurado uma nova ala de desembarque fruto do projeto de extensão que triplicou a área do terminal para atender a crescente demanda dos últimos anos. O aeroporto de São José do Rio Preto oferece rotas para São Paulo, Campinas, Guarulhos, Cuiabá e Porto Seguro, e também serve de acesso as cidades turísticas da região como Olímpia, local do parque aquático Thermas dos Laranjais, o parque aquático mais visitado da América Latina, e Barretos, local de realização da Festa do Peão de Boiadeiro de Barretos.
A malha rodoviária de São José do Rio Preto é composta por cinco rodovias: Rodovia Transbrasiliana (BR-153) ,BR-265 , Rodovia Washington Luís (SP-310), Rodovia Assis Chateaubriand (SP-425) e a Rodovia Délcio Custódio da Silva (SP-427).  A Rodovia Transbrasiliana proporciona acesso a capital federal, Brasília, assim como os estados do Pará, Tocantins, Goiás, Minas Gerais, Paraná, Santa Catarina e Rio Grande do Sul, enquanto a Rodovia Washington Luís faz ligação com cidades como  Araraquara, São Carlos, Rio Claro e a capital estadual, São Paulo. Através da Rodovia Washington Luís, também é possível acessar a Rodovia Anhanguera e a Rodovia dos Bandeirantes proporcionando acesso a cidades como Ribeirão Preto, Campinas e Jundiaí estando interligada ao Sistema Anhanguera-Bandeirantes. São também importantes meios de locomoção, sendo amplamente utilizadas como vias expressas para transporte dentro do município .
A frota municipal em dezembro de 2021 era de 412 888 veículos, sendo 222 065 automóveis, 8 296 caminhões, 2 286 caminhões tratores, 32 604 caminhonetes, 15 504 camionetas, 90 086 motocicletas, 18 314 motonetas, 1 685 ônibus, entre outros. O crescimento acelerado da frota nos últimos anos traz problemas comuns a grandes cidades como congestionamento e poluição atmosférica. Tais problemas levaram a realização de obras de mobilidade urbana. Em 2019 foi iniciado as obras do Anel Viário J. Hawilla com o objetivo de melhorar a fluidez do trânsito ao proporcionar uma rota alternativa às avenidas centrais da cidade. Suas obras foram finalizadas em dezembro de 2022 e tem no total 35 quilômetros de extensão. Em 2020 foram criados corredores urbanos que hoje contemplam 18 ruas e avenidas garantindo trânsito exclusivo para o transporte público em horários de pico. Apesar destas iniciativas é observado o envelhecimento da frota de carros da cidade, contribuindo para a poluição atmosférica, e a diminuição no número de passageiros que utilizam o transporte público.
No transporte rodoviário, o município é atendido pelo Terminal Rodoviário Governador Laudo Natel, administrado pela Empresa Municipal de Urbanismo de São José do Rio Preto (EMURB) e possui linhas internacionais, interestaduais e intermunicipais. O transporte público de São José do Rio Preto é atendido pelo Terminal Urbano "Professor Manoel Antunes" e realizado por duas empresas: Circular Santa Luzia e Expresso Itamarati.

## Cultura

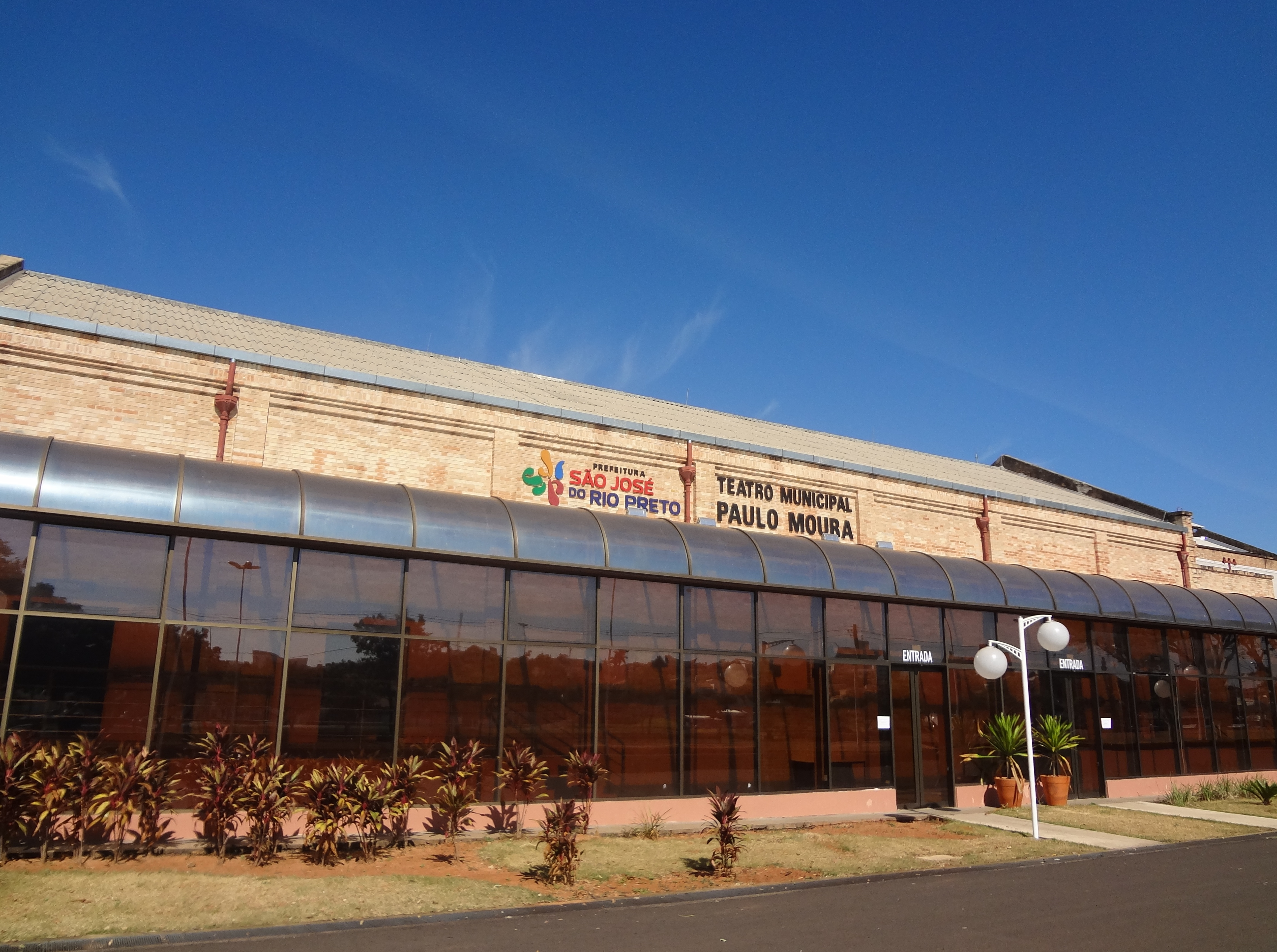
Teatro Municipal Paulo Moura.

A Secretaria Municipal de Cultura é a instituição responsável pelo estímulo e fomento às atividades culturais, artísticas e folclóricas do município. O órgão também é o encarregado pelas principais construções dedicadas às artes cênicas da cidade, como os Núcleos Municipais de Arte, Casa de Cultura Dinorath do Valle, Museus de Arte Primitivista José Antônio da Silva (MAP) e de Arte Naif (MAN), Arquivo Público Municipal, Hemeroteca Pública Dário de Jesus, Complexo Swift de Educação e Cultura, Teatros Municipais Humberto Sinibaldi Neto e Nelson Castro, e Comdephact. Além disso, a Secretaria de Cultura é a responsável por eventos como o FIT - Festival Internacional de Teatro, Bienal do Livro, Carnaval Popular, FEM - Festival de Música Popular Vinícius Nucci Cucolicchio, Festival Nacional de Música Sertaneja, entre outros.

### Literatura, música e artesanato

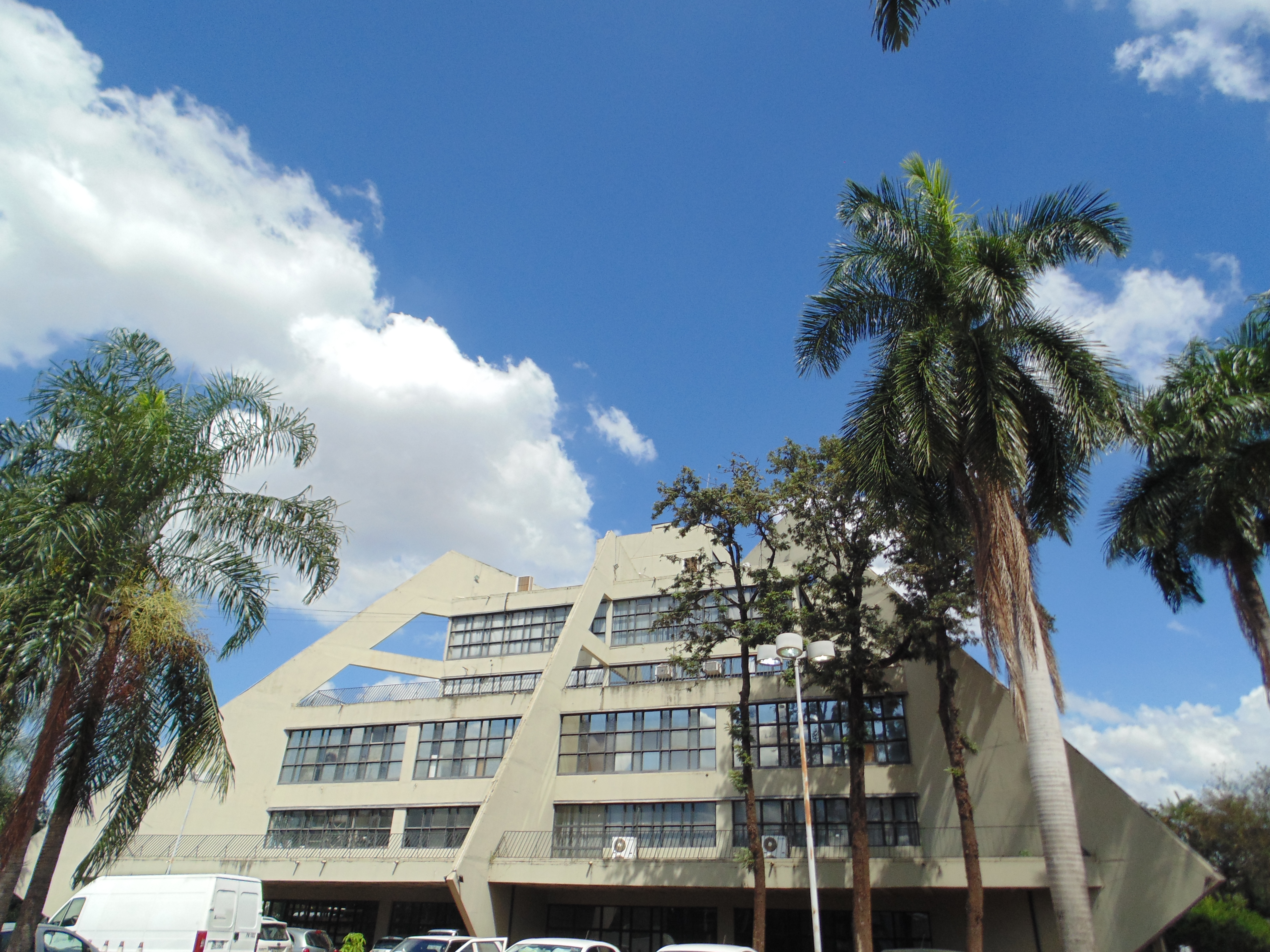
Biblioteca Pública Municipal Dr. Fernando Costa.

Na área da literatura é destaque em sua Biblioteca Pública Municipal, que foi criada em 16 de julho de 1941 pelo Decreto-lei nº36, sendo inaugurada três meses depois, no dia 17 de outubro de 1943, com o nome de Biblioteca Pública Municipal “Dr. Fernando Costa”; em 19 de julho de 1943 foi registrada no Cadastro de Bibliotecas Brasileiras sob o nº 1.130, na Categoria Municipal. Hoje ocupa uma área de 536 m², contando com 46 mil volumes e atende um público de aproximadamente dez mil pessoas por mês.
A Orquestra Sinfônica de São José do Rio Preto , fundada em 1942, é a mais antiga instituição cultural em atividade do município. Em 2020 foi tombada como patrimônio histórico por lei municipal e é uma associação sem fins lucrativos.
O artesanato também é uma das formas mais espontâneas da expressão cultural rio-pretense. Em várias partes do município, é possível encontrar uma produção artesanal diferenciada, feita com matérias-primas regionais e criada de acordo com a cultura e o modo de vida local. Esta diversidade torna o artesanato rio-pretense rico e criativo. A Superintendência do Trabalho Artesanal nas Comunidades (SUTACO) reúne diversos artesãos da região, disponibilizando espaço para confecção, exposição e venda dos produtos artesanais. São produzidos especialmente colchas e caminhos de mesa de crochê, flores produzidas com folha de milho seca, peças produzidas com teares, dentre outras. Normalmente, essas peças são vendidas em feiras, exposições, ou lojas de artesanato.

### Festas e eventos
Para estimular o desenvolvimento socioeconômico local, a prefeitura de São José do Rio Preto, em parceria com empresas locais, investe no segmento de festas e eventos. Essas festas, muitas vezes atraem pessoas de outras cidades, exigindo uma melhor infraestrutura no município e estimulando a profissionalização do setor, o que é benéfico não só aos turistas, mas também a toda população da cidade. As atividades ocorrem durante o ano inteiro. São algumas das principais:
- Janeiro Brasileiro da Comédia: é um festival de espetáculos teatrais voltados à comédia. O evento foi realizado pela primeira vez no ano de 2003 e atraiu mais de quatro mil espectadores ao Teatro Municipal. Sua duração é de oito dias, sempre nos meses de janeiro, e as apresentações são realizadas no Teatro Municipal Humberto Sinibaldi Neto.[138]
- Carnaval de rua: é um evento de rua, aberto ao público e realizado anualmente, no período do carnaval, na Avenida José Ernesto Vetorazzo. O desfile que reúne as quatro escolas de samba da cidade (Tigre Dourado, Unidos da Boa Vista, Império do Sol e Pérola Negra), além de blocos de associações, entidades e clubes. A Secretaria Municipal de Cultura é responsável pela eleição do Rei Momo e da Rainha e pela realização eventual de bailes populares.[138]
- Festival Internacional de Teatro de São José do Rio Preto: é realizado pela Prefeitura de Rio Preto, em parceria com o SESC-SP, e conta com patrocínio da Petrobrás, da Caixa Econômica Federal, do Governo do Estado de São Paulo, da Fundação Nacional de Artes (Funarte), da Nossa Caixa e promoção da TV Globo. Dura dez dias e é o evento de maior visibilidade da cidade em todo o país, realizado em julho.[138] É considerado uma das principais manifestações culturais do Brasil e está entre os cinco maiores festivais de teatro do País.[139]
- Encontro de Bandeiras das Companhias de Folias de Reis: é uma reunião de cerca de 20 companhias de Folias de Reis, organizado no pátio da Paróquia Nossa Senhora dos Pobres, no bairro Jardim Caparroz. Durante o evento, há apresentações de grupos de Santos Reis e distribuição de “oferendas” aos participantes. Acontece em novembro.[138]
- 19 de março - Dia de São José e Aniversário da cidade: Todos os anos acontecem festividades na semana do aniversário de São José do Rio Preto, por toda a cidade, incluindo um bolo, oferecido à população em 19 de março, com o comprimento em metros equivalente à nova idade da cidade.[140]

Esporte

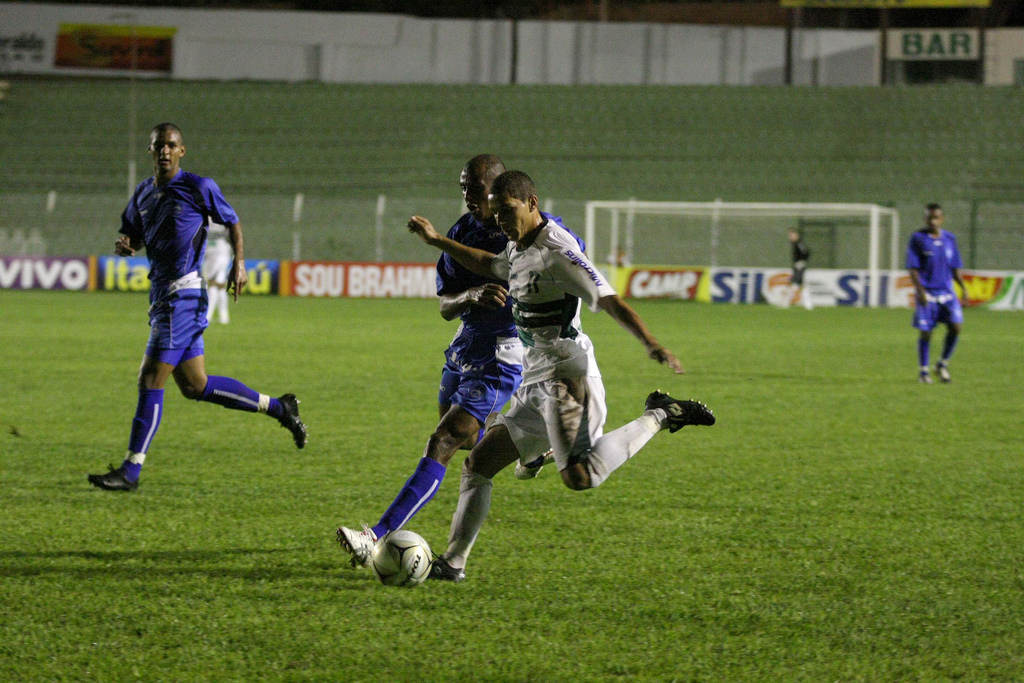
Jogo entre o Rio Preto EC e Rio Claro FC pelo Campeonato Paulista de Futebol de 2008, realizado no Estádio Anísio Haddad.

Assim como em grande parte do país, em São José do Rio Preto o esporte mais popular é o futebol. O principal clube da cidade é o América Futebol Clube, mais conhecido por América de Rio Preto, fundado dia 28 de janeiro de 1946. Manda seus jogos no Estádio Benedito Teixeira, o Teixeirão, fundado em 10 de fevereiro de 1996 e que hoje conta com capacidade de até 32 936 pessoas. A primeira partida realizada foi entre o América e o São Paulo Futebol Clube, sendo que a equipe paulistana ganhou por 3 a 2. Atualmente, o Teixeirão é o maior estádio do Interior Paulista, o segundo do Estado de São Paulo e o sexto maior estádio particular do Brasil. Outra conhecida equipe é o Rio Preto Esporte Clube, chamado também por Verdão da Vila Universitária ou Glorioso, que foi fundado em 21 de abril de 1919 por um grupo de jovens.
A cidade também tem força em esportes como o Futebol Americano, representado pela equipe Rio Preto Weilers que compete desde 2012 em torneios oficiais e também conta com formas alternativas de esporte basquete em cadeira de rodas (basquete cadeirante), formado por membros do CAD (Clube Amigos dos Deficientes), que disputa o campeonato nacional. O CAD também atua em outros esportes adaptados, como atletismo e natação, e tem como um dos patrocinadores a Secretaria Municipal de Esportes e Lazer.
A Secretaria Municipal de Esportes e Lazer (SMEL) é a instituição responsável por desenvolver e difundir a prática dos desportos, da recreação e da educação física dirigidas às camadas mais populares de São José do Rio Preto. Segundo estatísticas da própria prefeitura de Rio Preto, o município conta com 29 campos de futebol, 15 centros esportivos, 13 praças Esportivas, sete campos de malha e bocha, seis ginásios Municipais, quatro pistas de skate e esportes alternativos e três piscinas municipais. Existem também programas de incentivo a prática de esportes, como o Hidroginástica e Natação Comunitária, o Programa Unidos no Esporte e o Programa Vôlei Adaptado.
Feriados
Em São José do Rio Preto, há, além dos feriados nacionais e pontos facultativos, quatro feriados municipais, definidos pela lei municipal nº 1 333 de 6 de maio de 1968: o dia do padroeiro São José e do aniversário da cidade, em 19 de março; a Sexta-Feira Santa, que ocorre sempre em março ou abril; o Corpus Christi, que sempre é realizado na quinta-feira seguinte ao domingo da Santíssima Trindade; e o dia da Imaculada Conceição, comemorado em 8 de dezembro.